# 아르타 도브로시
아르타 도브로시(알바니아어: Arta Dobroshi 1980년 10월 2일 ~ )는 코소보, 알바니아의 배우이다.

## 걸어온 길
1979년 옛 유고슬라비아 프리슈티나(현 코소보 수도)에서 태어났다. 2008년에 벨기에 형제 감독인 뤽 다르덴, 장 피에르 다르덴의 영화 《로나의 침묵》에서 주인공 로나역을 맡아 열연하였다. 이 영화는 칸 영화제에서 최우수 각본상을 수상하였다.

## 출연 작품
- 2005: 나의 마법 (Syri magjik)
- 2008: 스나이드로바 부인의 비극 (Smutek paní Snajdrové)
- 2008: 로나의 침묵 (Le Silence de Lorna)